# معركة كابيونغ
معركة كابيونغ ( الكورية: 가평전투 ؛ 22–27 أبريل 1951)، والمعروفة أيضًا باسم معركة جيابينغ ( (بالصينية: 加平战斗؛ البينيين: Jiāpíng Zhàn Dòu) 中国安)، هي معركة دارت رحاها أثناء الحرب الكورية بين قوات قيادة الأمم المتحدة - بشكل أساسي القوات الكندية والأسترالية والنيوزيلندية - والفرقتين 118 و60 من جيش المتطوعين الشعبي الصيني (PVA). وقعت المعارك أثناء الهجوم الربيع الصيني وشهد اللواء السابع والعشرون من الكومنولث البريطاني إنشاء مواقع حصار في وادي كابيونغ، على طريق رئيسي جنوب العاصمة سيول. تم دعم الكتيبتين المتقدمتين - الكتيبة الثالثة من الفوج الملكي الأسترالي (3 RAR) والكتيبة الثانية من فوج المشاة الخفيفة الكندي للأميرة باتريشيا (2 PPCLI) بمدافع من الفوج الميداني السادس عشر (16 NZFR) من الفوج الملكي للمدفعية النيوزيلندية إلى جانب سريتين من مدافع الهاون الأمريكية وخمس عشرة دبابة شيرمان من كتيبة الدبابات الثقيلة الأمريكية 72 وسريتين من كتيبة المهندسين القتالية الأمريكية 74 والكتيبة الأولى من فوج ميدلسكس. احتلت هذه القوات مواقع على امتداد الوادي مع دفاعات تم تطويرها على عجل. وبينما بدأ آلاف الجنود من جيش جمهورية كوريا (الجنوبية) في الانسحاب عبر الوادي، تسلل جيش المتطوعين الشعبي الصيني إلى موقع اللواء تحت جنح الظلام، وهاجم فوج المدفعية الملكي الثالث على التل 504 خلال المساء وحتى اليوم التالي. فرت خمس سرايا من القوات الأمريكية والبريطانية التابعة للواء 27 من ساحة المعركة دون أوامر، متوقعة اختراقا وشيكًا لقوات جيش التحرير الشعبي الشمالي في وادي كابيونغ.
وعلى الرغم من افتقارهم العددي بشكل كبير، تمكنت الكتيبة الثالثة من الفوج الملكي الاسترالي والدبابات الأمريكية من الحفاظ على مواقعها حتى بعد ظهر يوم 24 أبريل قبل أن تنسحب من ساحة المعركة إلى موقع احتياطي بالقرب من مقر اللواء، حيث تكبد كلا الجانبين خسائر فادحة. حولت القوات الصينية انتباهها إلى موقع القوات الكندية PPCLI المحاصرة على التل 677، حيث منع تطويقهما أي إمدادات أو تعزيزات من الدخول. صدرت الأوامر للقوات الكندية بالقيام بالمقاومة حتى النهاية على التل 677. خلال معركة ليلية شرسة في 24/25 أبريل، لم تتمكن القوات الصينية من طرد الكتيبتين الكنديتين وتكبدت خسائر فادحة. في اليوم التالي، انسحب القوات الصينية إلى الوادي من أجل إعادة تنظيم صفوفها. تم نجدة الفوجين الكنديين في وقت متأخر من يوم 26 أبريل.
ساهم القتال في صد هجوم الربيع لجيش الشعب الصيني، وكانت تصرفات القوات الاسترالية والكندية في كابيونغ حاسمة في منع تحقيق اختراق ضد الجبهة المركزية للأمم المتحدة، وتطويق القوات الأمريكية في كوريا، التي كانت في تلك المرحلة في تراجع كامل، مما قد يؤدي للاستيلاء على سيول. تحملت الكتيبة 2 من PPCLI والكتيبة 3 من RAR، والتي تتكون كل منها من حوالي 700 رجل، العبء الأكبر من الهجوم وأوقفت القوات الصينية التي تقدر قوتها بنحو 20 ألف جندي خلال المعركة الدفاعية الشرسة. اليوم، تعتبر المعركة بمثابة العمل الأكثر شهرة وأهمية الذي خاضته الجيوش الكندية والأسترالية في كوريا، والمعركة الأكثر شهرة التي خاضتها القوات المسلحة الكندية منذ الحرب العالمية الثانية.

الهجوم المضاد للأمم المتحدة، من فبراير إلى أبريل 1951م.

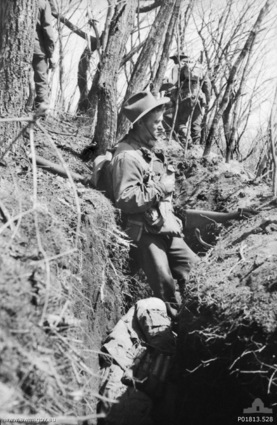
الكتيبة الثالثة من المدفعية الملكية الاسترالية تحتل خنادق صينية في "سالمون"، 16 أبريل 1951م.

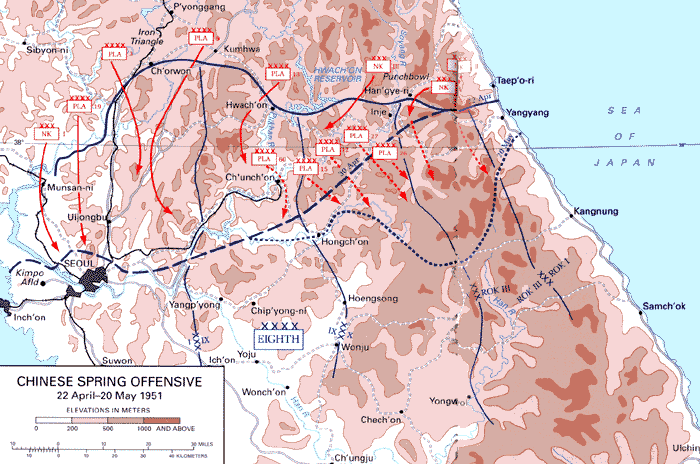
هجوم الربيع الصيني، أواخر أبريل 1951م.

القوات الصينية تلاحق القوات الكورية الجنوبية بالقرب من كابيونغ.

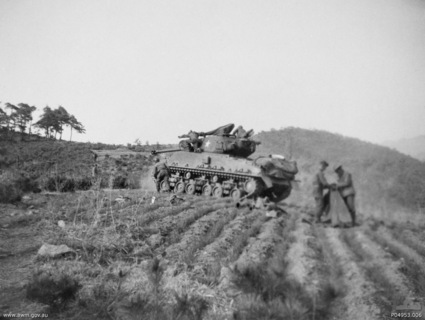
دبابة أمريكية من طراز M4A3E8 شيرمان في كابيونغ قبل ساعات قليلة من المعركة.

معركة كابيونغ، 22-25 أبريل 1951م.